# 格雷西叙艾克斯
格雷西叙艾克斯（法語：Grésy-sur-Aix，法語發音：[ɡʁezi syʁ ɛks]），简称格雷西，是法国萨瓦省的一个市镇，属于尚贝里区。

## 地名
与通常在法语地名中表示“在……河畔”之意的“sur”不同，该地名“Grésy-sur-Aix”中的“sur”意为“在……上方”，表示名为格雷西（Grésy）的该地与艾克斯（Aix）的位置关系，并以“艾克斯上方的格雷西”之名区分其他的“格雷西”，且事实上在该地附近也并无“艾克斯河”存在，《世界地名翻译大辞典》与《世界地名译名词典》中将其误译作“艾克斯河畔格雷西”。

## 地理
格雷西叙艾克斯（45°43'23"N, 5°56'2"E）面积12.73 平方千米，位于法国奥弗涅-罗讷-阿尔卑斯大区萨瓦省，该省份为法国东部省份，历史上为薩伏依的一部分，北起上萨瓦省，西接伊泽尔省和安省，南部和东部与上阿尔卑斯省和意大利接壤。
与格雷西叙艾克斯接壤的市镇（或旧市镇、城区）包括：拉比奥勒、艾克斯莱班、布里松-圣伊诺桑、蒙塞勒、皮尼-沙特诺、昂特勒拉克。
格雷西叙艾克斯的时区为UTC+01:00、UTC+02:00（夏令时）。

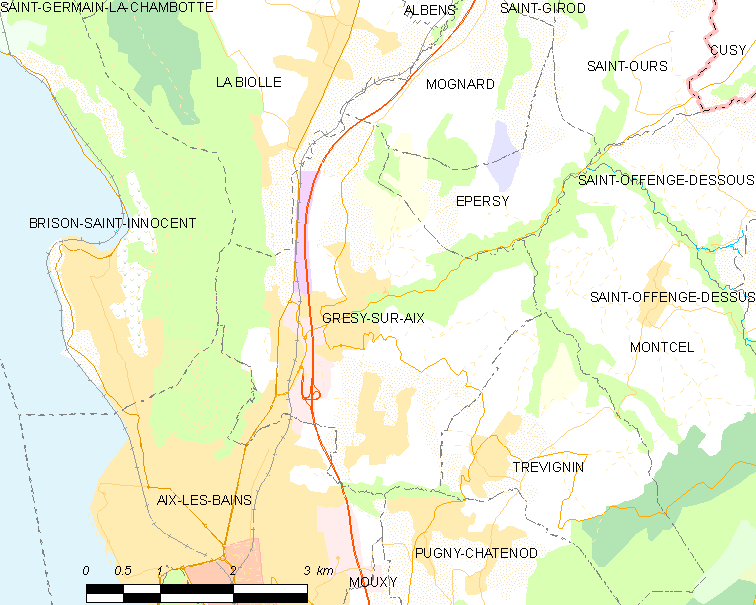
格雷西叙艾克斯的OSM定位图

## 行政
格雷西叙艾克斯的邮政编码为73100，INSEE市镇编码为73128。

## 政治
格雷西叙艾克斯所属的省级选区为艾克斯莱班第一县。

## 人口

1962-2008年间格雷西叙艾克斯人口变化图示

格雷西叙艾克斯于2022年1月1日时的人口数量为4633人。